# Oxira carnipennis
Oxira carnipennis är en fjärilsart som beskrevs av Chang 1991. Oxira carnipennis ingår i släktet Oxira och familjen nattflyn. Inga underarter finns listade i Catalogue of Life.